# 新生街道
新生街道，是中华人民共和国重庆市忠县下辖的一个乡镇级行政单位。

## 行政区划
新生街道下辖以下地区：
新生社区、望水社区、合水村、鹿角村、银山村、果梁村、香水村、万井村、裕华村、天池村、普安村、胜利村、木瓜村和钟坝村。

## 中国传统村落
2012年，钟坝村被评为首批“中国传统村落”。